# Von Parish Kostümbibliothek
Die Von Parish Kostümbibliothek ist eine in München ansässige wissenschaftliche Spezialbibliothek und museale Sammlung zur Mode- und Kostümgeschichte. Sie gehört zu den größten und thematisch umfassendsten Fachsammlungen ihrer Art, von denen es weltweit rund 20 gibt. Sie trägt den Namen ihrer Stifterin Hermine von Parish (1907–1998) und befindet sich in der Nymphenburger Jugendstilvilla in der Kemnatenstraße 50, in der Hermine von Parish ihr Leben verbrachte. Die Kostümbibliothek ist Bestandteil und eine der vielfältigsten Sammlungen des Münchner Stadtmuseums.

## Geschichte des Hauses
Ursprünglich war der Offizier und Tonkünstler Friedrich von Schirach (1870 Philadelphia–1924 München) Eigentümer des Anwesens Wotanstraße 50 (so der damalige Straßenname) in Nymphenburg. Er hatte den Bau der Villa 1900/1901 der Münchner Baugesellschaft Gebrüder Rank in Auftrag gegeben.
Hermine von Parish sen. (München 1881 – 1966 Haar) erwarb das Haus Ende 1916 aus dem Erbe ihres Mannes Edmund von Parish vom Ehepaar Friedrich Wilhelm und Margarethe von Schirach. Erst 1936 zogen Mutter und Tochter von Parish in die bis dahin untervermietete Villa ein.

Historie der Villa
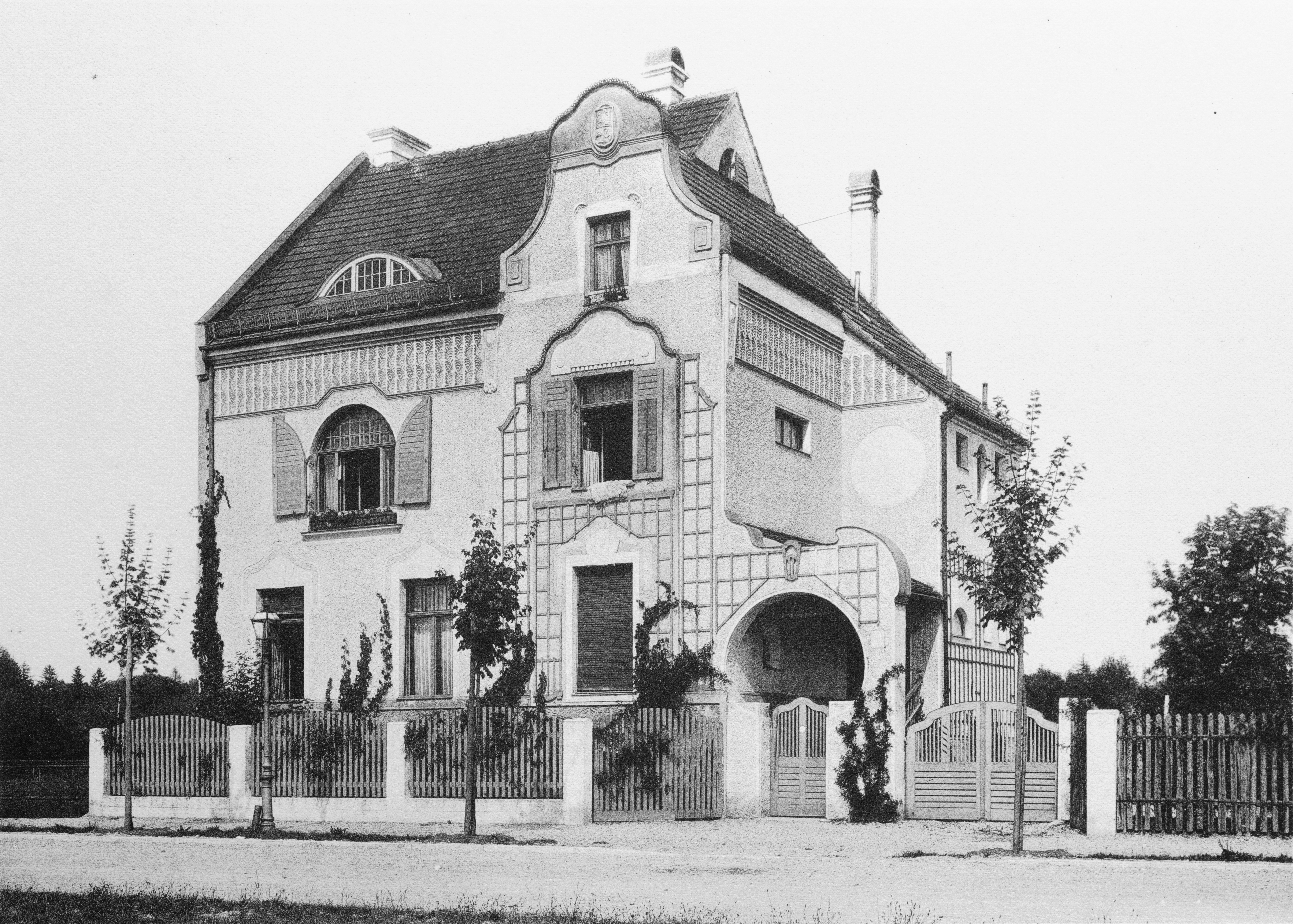
Villa von Schirach, Zustand 1904
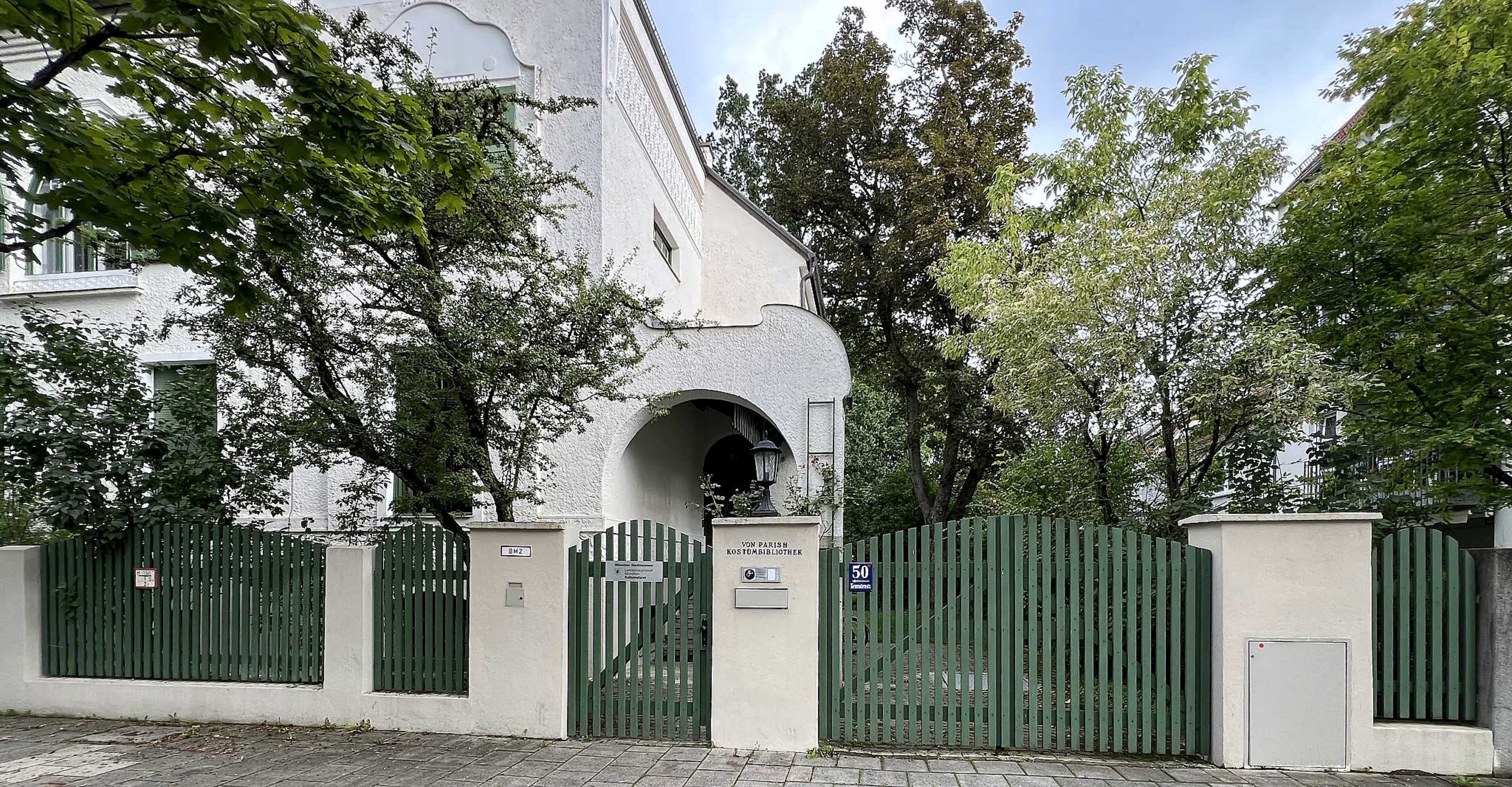
Eingang Kostümbibliothek, 2024
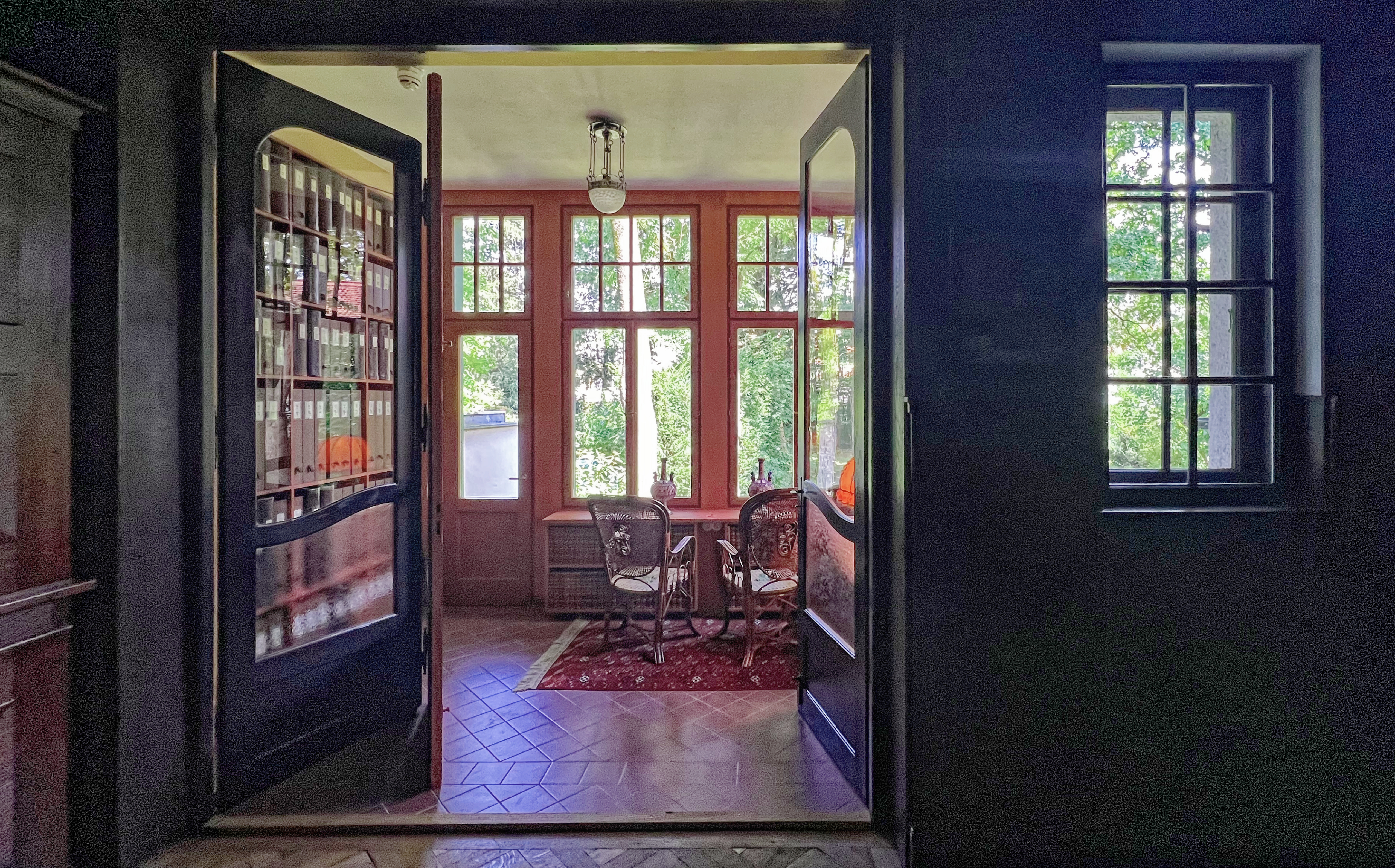
Blick in den Wintergarten

2011 wurde eine Sanierung der Dachkonstruktion bei gleichzeitiger energetischer Modernisierung durchgeführt. Fassade und Fenster erhielten ein neues Farbkonzept, das nicht der Originalfassung von 1901 entsprach. Das Gebäude wurde beim Fassadenpreis der Landeshauptstadt München 2013 mit einer „Lobenden Erwähnung“ ausgezeichnet.
Die originale Innenraumgestaltung der Repräsentationsräume im Erdgeschoss hat sich in großen Teilen erhalten und wurde 2019–2021 bei einer vom Baureferat München geleiteten Sanierung wieder auf die Erstfassung zurückgeführt. Dabei wurden auch die Fenster energetisch saniert, ein Kellerraum als Archivraum ausgebaut und eine Fluchttreppe installiert. Die aus dem laufenden Bauunterhalt finanzierte Maßnahme wurde durch Drittmittelförderungen von Stiftungen unterstützt: Paul und Katrin Basiner-Stiftung, München, Deutsche Stiftung Denkmalschutz, Bayerisches Landesamt für Denkmalpflege und Bezirk Oberbayern. Nach dreijähriger Renovierung wurden das Haus und die Kostümbibliothek im September 2022 wieder eröffnet.

Wohnambiente im Erdgeschoß der Kostümbibliothek
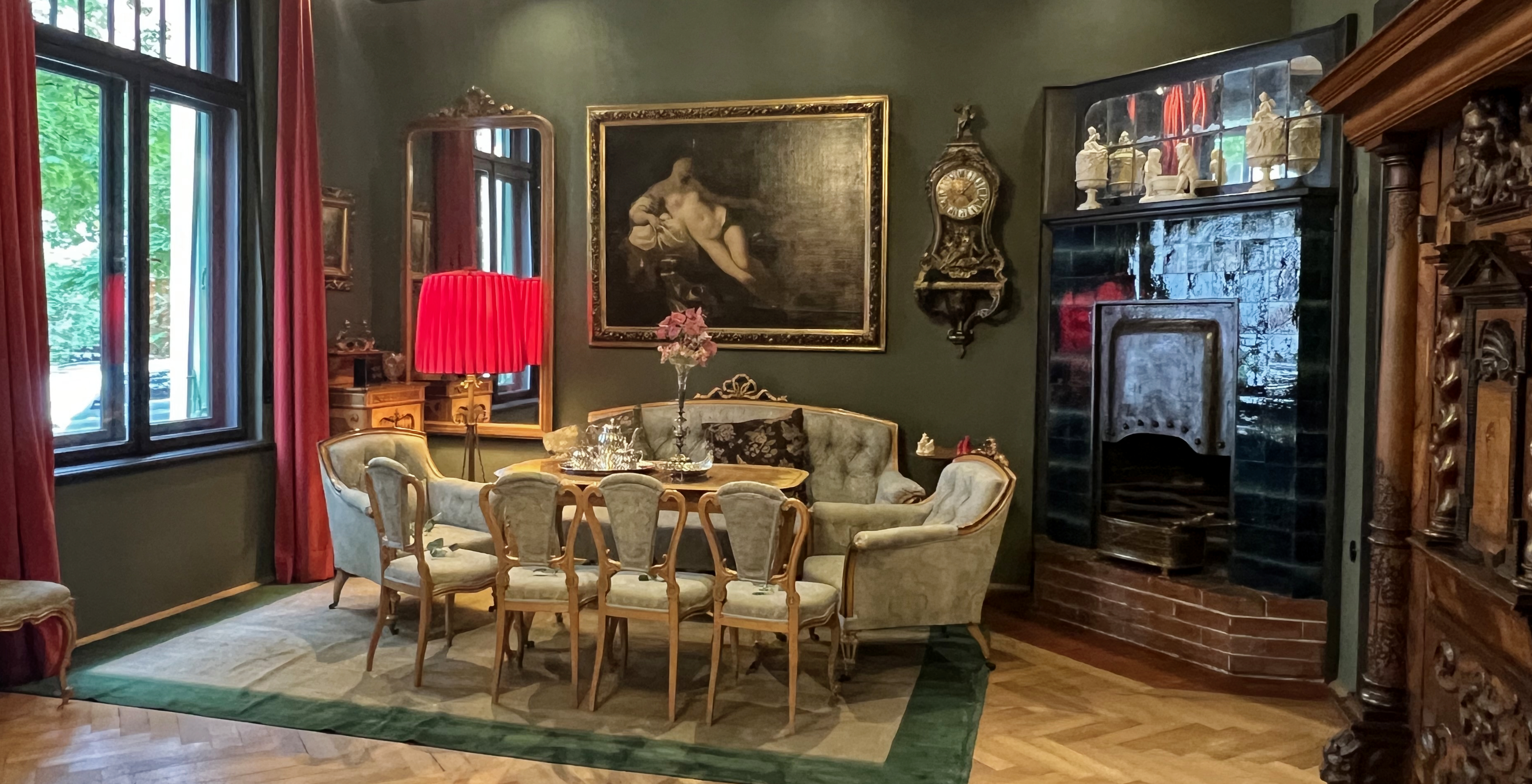
Salon der Villa
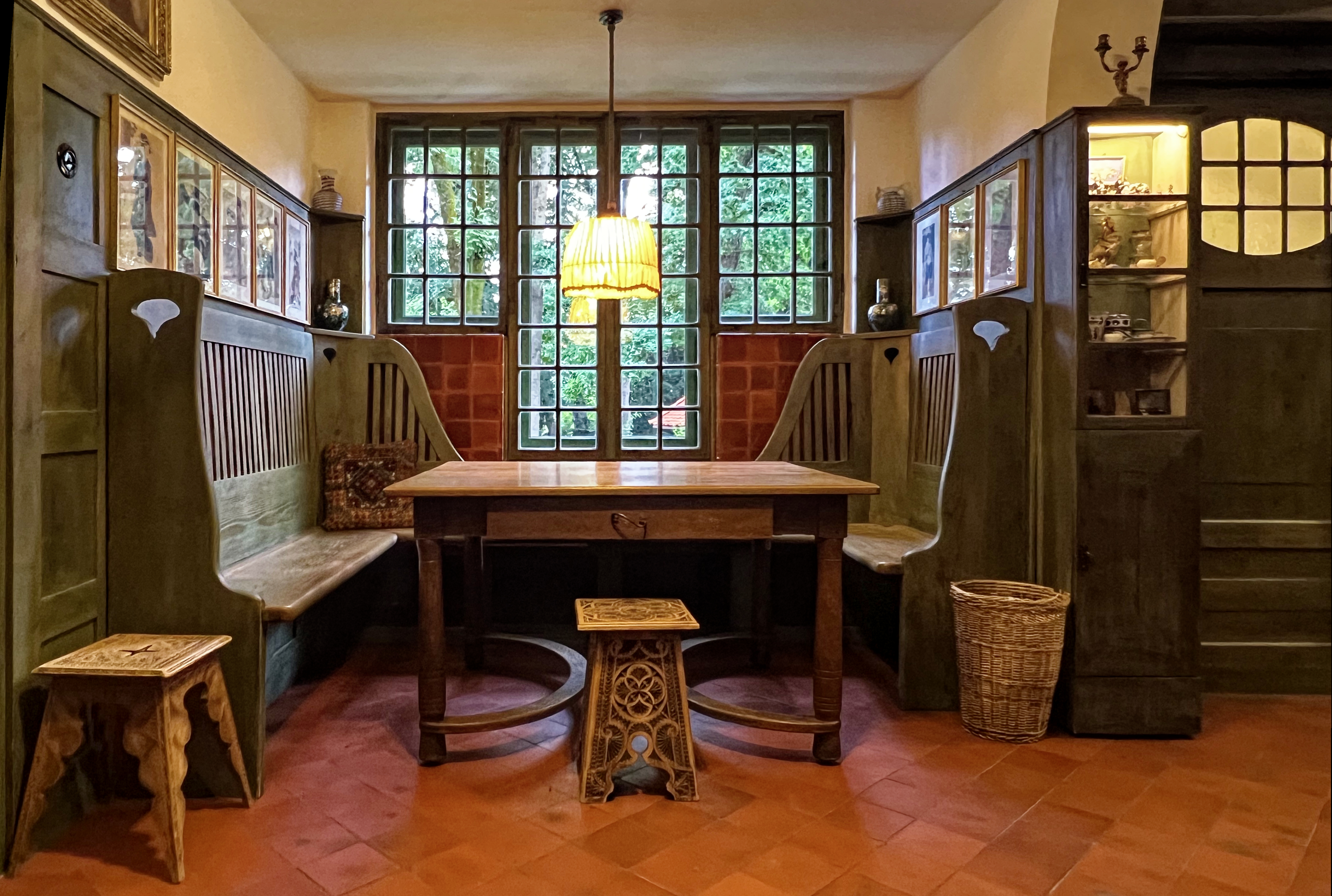
Diele mit Sitznische
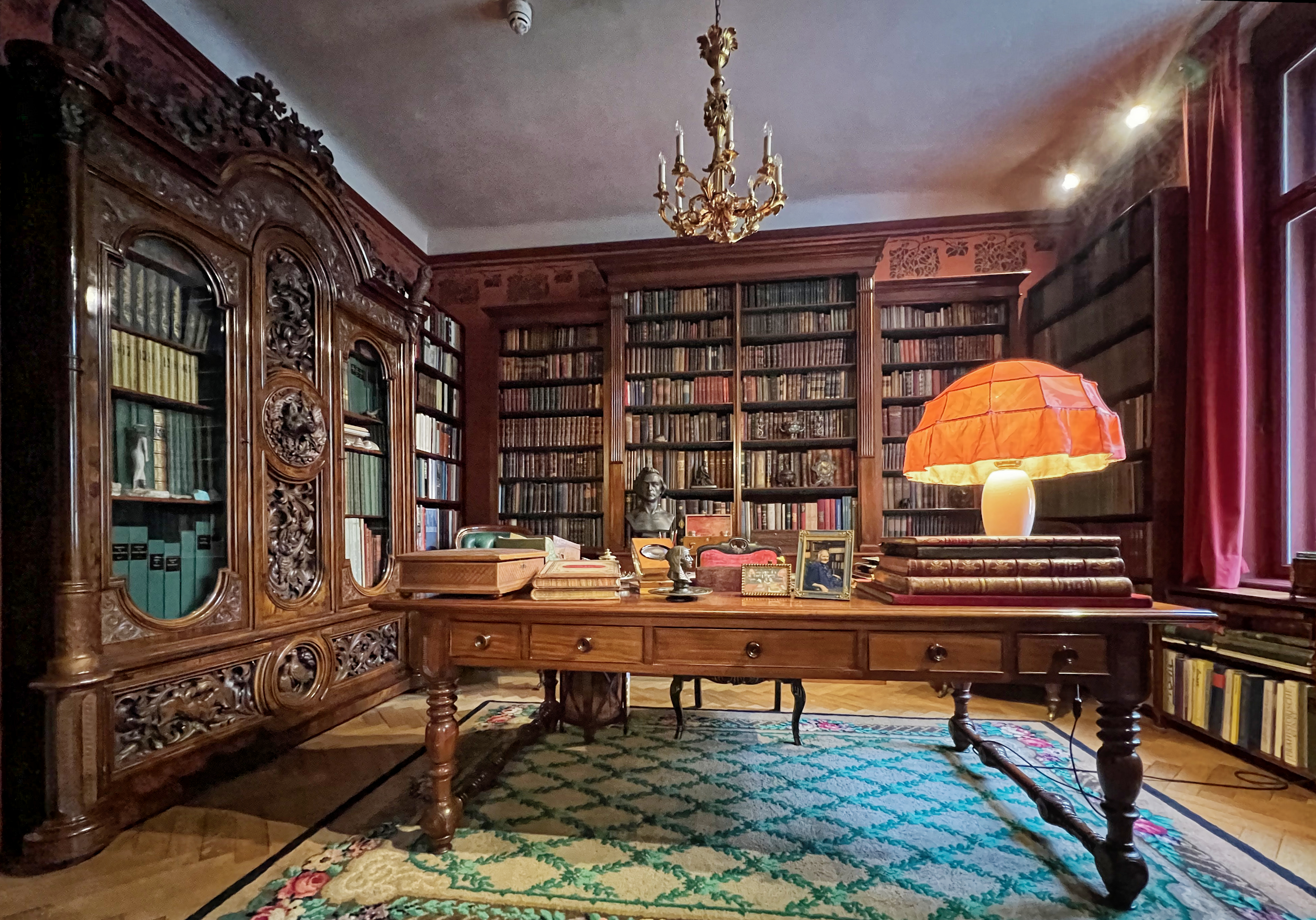
Familienbibliothek

Das Wohnambiente der Familie von Parish wird im Erdgeschoss mit Diele, Salon, Familienbibliothek und Speisezimmer als historisches Ensemble bewahrt. In den übrigen Räumen befinden sich Bibliothek, graphische Sammlung, Dokumentation, Archiv und Büroräume. Ursprünglich waren die Innenräume von einem rustikalen Jugendstil geprägt, mit dunklen Farben und einer von Holz und Eisen dominierten Optik, die später mit Überstreichungen und Tapeten aufgehellt wurden. Im Zuge der aufwendigen Sanierung der Innenräume von 2019 bis 2021 wurde die Raumgestaltung der Gebrüder Rank, die unter den nachträglich angebrachten Farb- und Tapetenschichten noch weitgehend erhalten hatte, wieder hervorgeholt.

## Geschichte der Sammlung

### Anfänge
Den Grundstock der heutigen Sammlung legte Rudolf Marggraff, Hermine von Parishs Urgroßvater mütterlicherseits im Jahr 1840. Er war von 1841 bis 1855 Generalsekretär der Königlichen Akademie der Bildenden Künste und verfasste u. a. das erste ausführliche Verzeichnis der Gemälde der Alten Pinakothek (München 1865).
Anlässlich der Einweihung des Albrecht-Dürer-Denkmals der Stadt Nürnberg im Jahr 1840 bat die Münchner Künstlerschaft den Kunsthistoriker, für einen Festumzug zu Ehren Albrecht Dürers in München die historischen Kostüme zu recherchieren. Seine damals offenbar angelegte und dann stets weiter ausgebaute Kostümbildsammlung umfasste zwei Kammern auf dem Dachboden der Familie Marggraff, wo sie seine Enkelin Hermine Spitzer, später verheiratete von Parish, als Kind sah. Da diese Sammlung zu großen Teilen verloren ging, baute sie nach diesem Vorbild eine eigene Kostümbildsammlung auf. Ab 1906 standen ihr dafür durch die Eheschließung mit dem begüterten Edmund von Parish die finanziellen Mittel zur Verfügung. Nach dem Tod ihres Mannes 1916 sammelte sie kontinuierlich weiter und führte ihre Tochter Hermine jun. bereits mit dreizehn Jahren an dieses Gebiet heran.
1936 erfolgte der Umzug der Familie mit ihrer bereits großen Sammlung in die Villa Kemnatenstraße 50 (damals Wotanstraße), die Hermine von Parish sen. Ende 1916 aus dem Erbe ihres Mannes erworben hatte.

Die Gründerfrauen
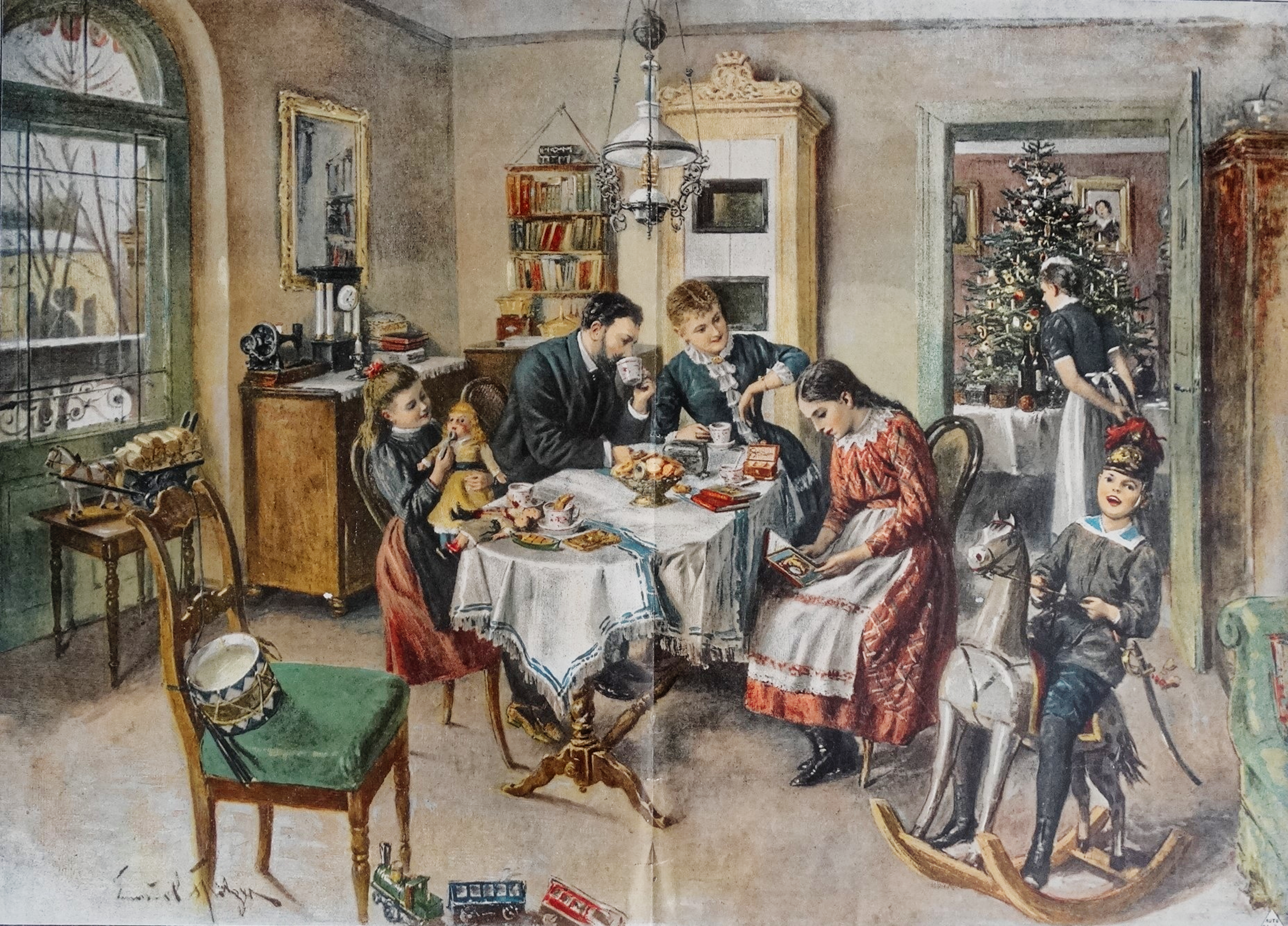
Familie Spitzer, 1893
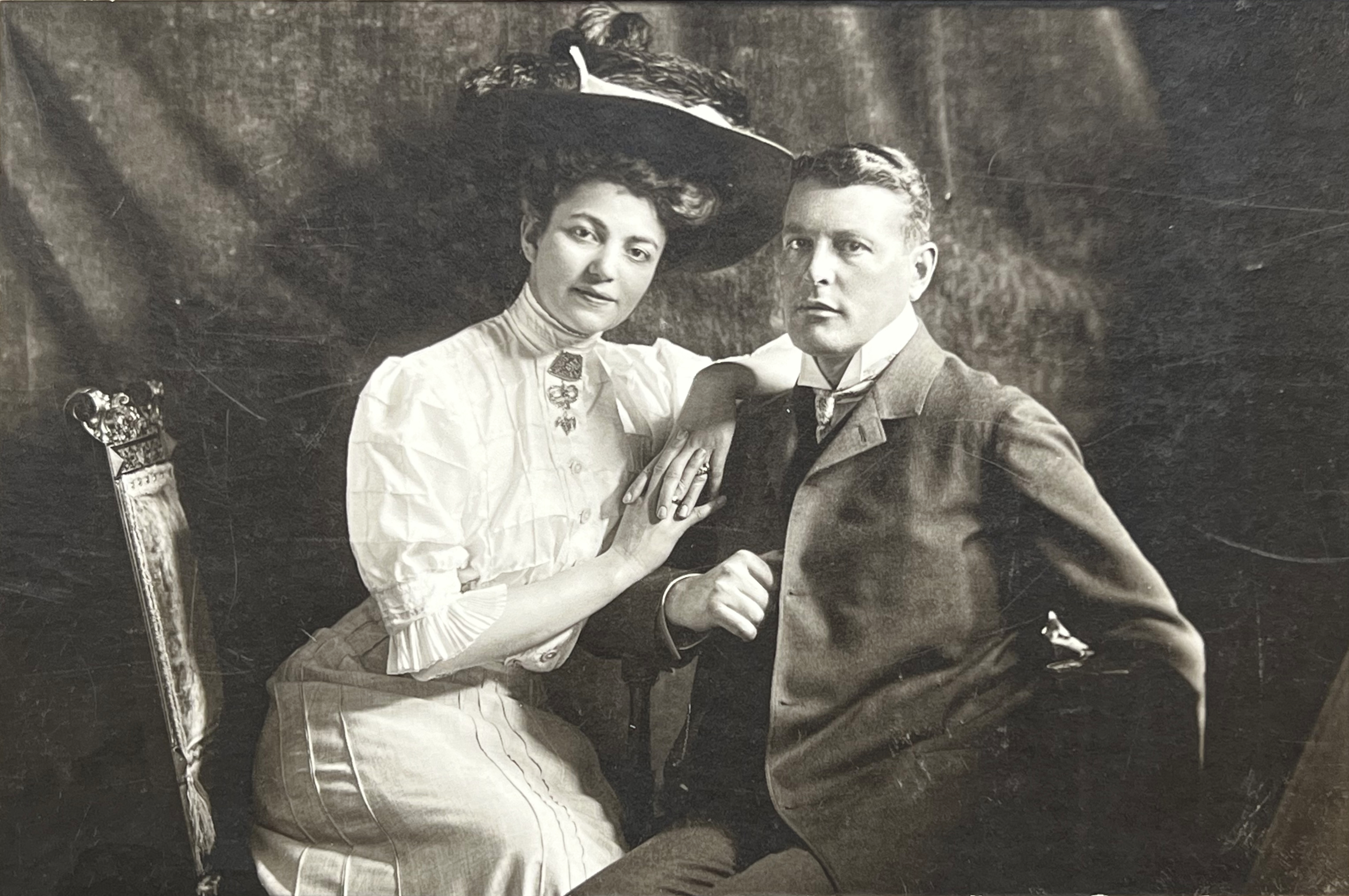
Hermine und Edmund von Parish, 1906
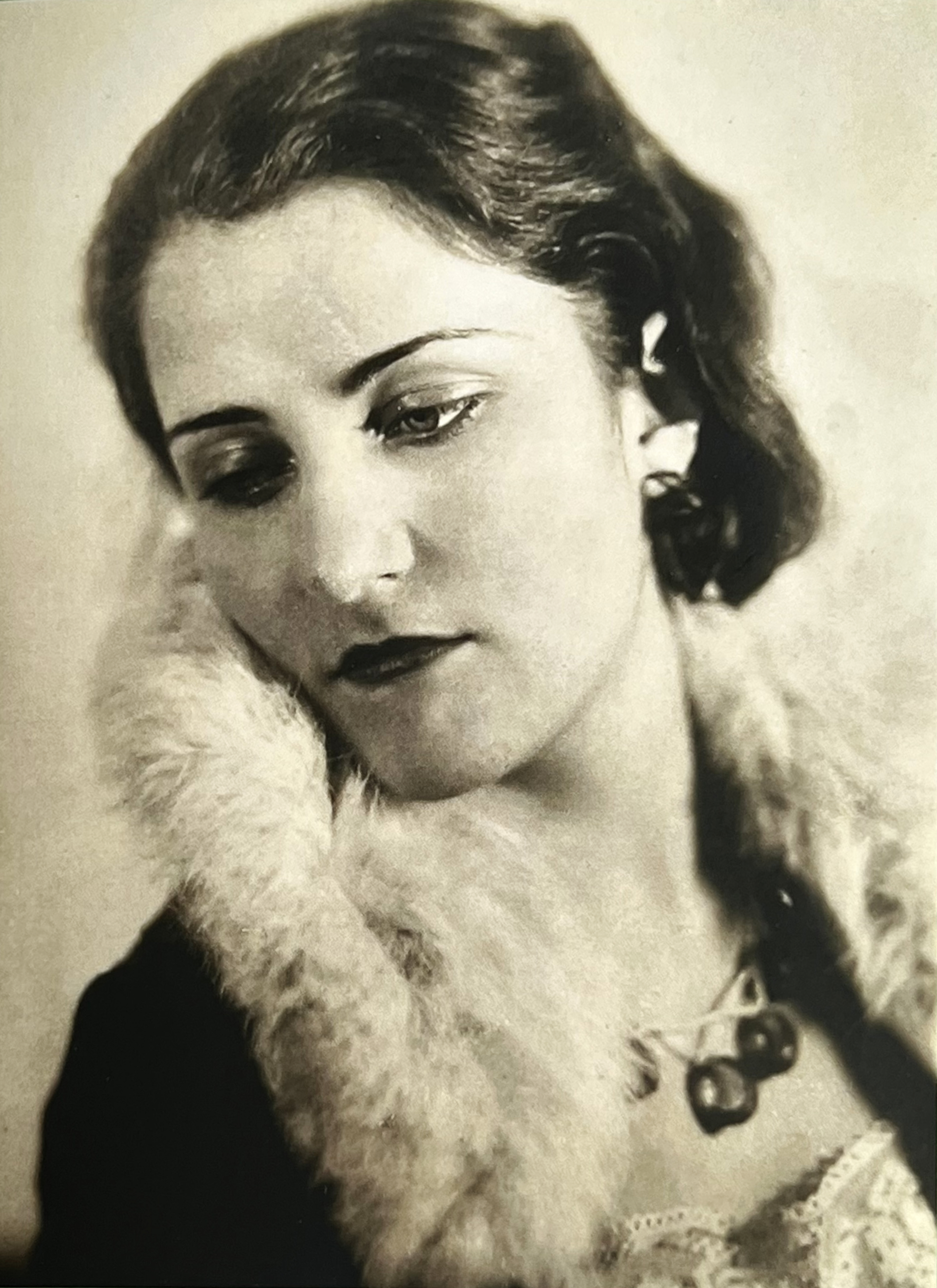
Hermine v. Parish jun., ca. 1932

Während des Zweiten Weltkriegs wurde das Wohnhaus beschädigt. Kostümbildsammlung und Bibliothek wurden daher 1944 mit Hilfe des Bayerischen Landesamts für Denkmalpflege evakuiert und auf sieben verschiedene Orte in Bayern verteilt. Der wertvollste Teil, aufbewahrt in der von den Behörden als „sicher“ eingestuften Lazarettstadt Bad Tölz, wurde in den Nachkriegswirren vollständig geplündert und verheizt. Seitdem war Hermine von Parish jun., die in den 1930er Jahren selbst aktiv zu sammeln begonnen hatte, Zeit ihres Lebens bemüht, die verloren gegangenen Werke wieder anzukaufen und die Sammlung systematisch zu erweitern.

### Gründung und Benennung der Institution
Die Institutionalisierung der privaten Sammlung ist unmittelbar mit der „von Parish Schule für freie und angewandte Kunst“ verbunden. Als 1945, nach Ende des Zweiten Weltkriegs, eine Einquartierung von Umsiedlern in der Nymphenburger Villa bevorstand und damit die Auslagerung der Kostümbibliothek drohte, gründete Hermine von Parish sen., die sich selbst als „Kunstmalerin“ bezeichnete, in ihrem Haus die „von Parish Schule für freie und angewandte Kunst“. Die Genehmigung der amerikanischen Besatzungsbehörde dafür datiert vom 17. Dezember 1945. Ab dem 8. August 1946 betrieben zunächst Mutter und Tochter die staatlich anerkannte private Kunstschule gemeinsam, ab 1956 führte sie Hermine von Parish jun. allein weiter. Die Sammlung diente zur Vorbereitung ihrer Lehrveranstaltungen, aber auch als Anschauungsmaterial im Kostüm- und Kunstgeschichtsunterricht. Die enge Verflechtung von Schule und Sammlung verdeutlicht die seit 1953 gültige amtlich korrekte Bezeichnung „von Parish-Schule, Kunstfachschule mit Kostümforschungs-Institut für Bühne und Mode“. Von 1969 bis zur Schließung der Kunstschule 1974 lautete die Bezeichnung verkürzt „von Parish-Institut für Kostümforschung“. Kurz vor ihrem Tod 1998 wurde die Institution in „von Parish-Kostümbibliothek“ umbenannt, seit 2014 gilt die Schreibweise „Von Parish Kostümbibliothek“.
Seit 1959 unterstützt die durch Hermine von Parish selbst ins Leben gerufene gemeinnützige „Von Parish Gesellschaft zur Förderung der Kostümforschung e. V.“, die aktuell (Stand August 2024) 115 Mitglieder zählt, die Arbeit der Kostümbibliothek.

### Übereignung der Sammlung an die Stadt München
Um den Fortbestand der umfangreichen Sammlung auch nach ihrem Tod zu gewährleisten und ihren Lebensunterhalt im Alter zu sichern, übertrug Hermine von Parish 1970, im Alter von 63 Jahren, ihre Besitztümer an die Stadt München. Laut Schenkungsvertrag vom 7. September 1970 übereignete sie ihr Kostümforschungsarchiv der Stadt mit der Auflage, die Sammlung „geschlossen als Ganzes und für dauernd als eigene Sammlung in das Münchner Stadtmuseum einzugliedern“.
Ihr Haus und zwei dazugehörige Grundstücke (Kemnatenstraße 50 und 48) verkaufte sie laut Kaufvertrag vom 25. August 1970 an die Stadt München. Überdies erhielt sie das entgeltfreie Wohnrecht im ersten Obergeschoss des Gebäudes in der Kemnatenstraße 50 sowie eine lebenslange Leibrente, die sie komplett in den Ankauf neuen Sammlungsguts investierte. Im Testament vom 8. August 1995 vermachte sie der Stadt auch noch diesen, seit 1970 erworbenen Bestand mit der Auflage, die Sammlung auf Dauer in ihrem Haus Kemnatenstraße 50 zu belassen. Mit der Schenkung wurde die Von Parish Kostümbibliothek am 1. September 1970 als externe Abteilung dem Münchner Stadtmuseum angeschlossen und von Hermine von Parish mit Hilfe wissenschaftlicher Mitarbeiterinnen bis zu ihrem Tod 1998 geleitet.

## Sammlung
Die Von Parish Kostümbibliothek umfasst seit den Anfängen der Sammeltätigkeit 1906 fünf Sammlungsbereiche: Bücher, Zeitschriften, Grafik und Zeichnungen, Fotografie und die Dokumentation. Im Zentrum steht die europäische Kostümgeschichte. Darüber hinaus sind Bücher und Abbildungen von Bekleidung weltweit und aus allen Epochen vorhanden.
Die thematischen Schwerpunkte der fünf Sammlungsbereiche sind im Zuge einer seit 2022 neu erarbeiteten Systematik in 16 alphabethisch geordneten Kategorien erfasst, die weitestgehend alle Aspekte des Gebietes „Bekleidung und Mode“ erschließen: Sie beginnen mit „Akteure der Mode“ (z. B. Designer), „Bekleidung“ nach Einzelaspekten (z. B. Mantel), „Berufe und Tätigkeiten“ (z. B. Dienstuniformen); es schließen sich an „Gruppierungen und Organisationen“ (z. B. Lebensreformer), „Historie der Mode“ (chronologische Entwicklung der Mode) und „Körperideale und Körperpflege“ (z. B. Kosmetik); es folgen „Länderkunde“ (z. B. regionale Trachten), „Maske, Medien und Musik“ (z. B. Bühnenkostüme) und „Materialien und Techniken“ (z. B. Handarbeitstechniken). Die Kategorien setzen sich fort mit „Militär“, „Religion, Mythologie und Aberglaube“ (z. B. biblische Gestalten) sowie „Sport und Freizeit“ (z. B. Badebekleidung), und enden mit „Theorie der Mode“, „Werbung“, „Zeremonie“ (z. B. Hochzeitskleidung) und „Zutaten“ (z. B. Taschen).

Archiv der Kostümgeschichte
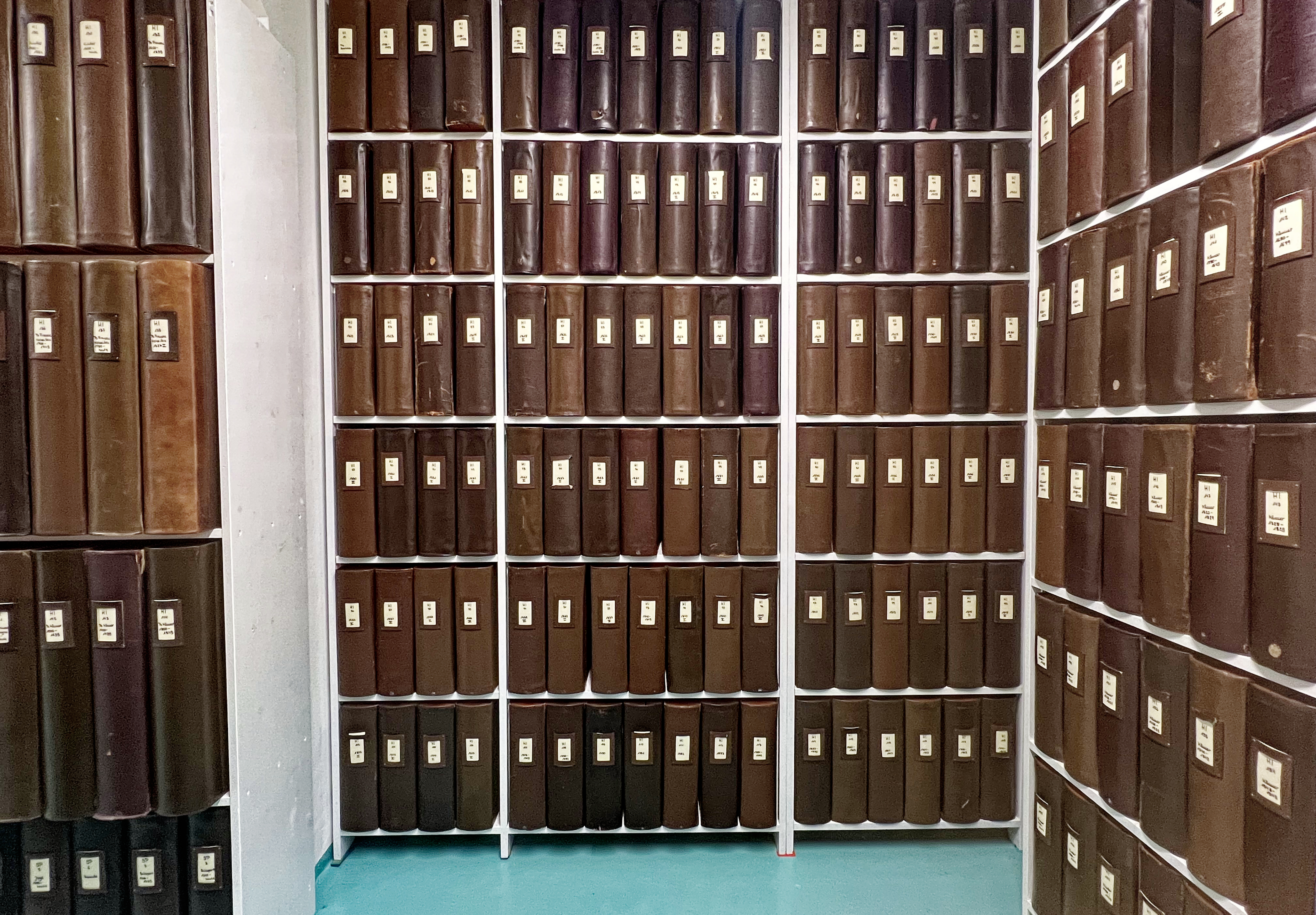
Grafikarchiv
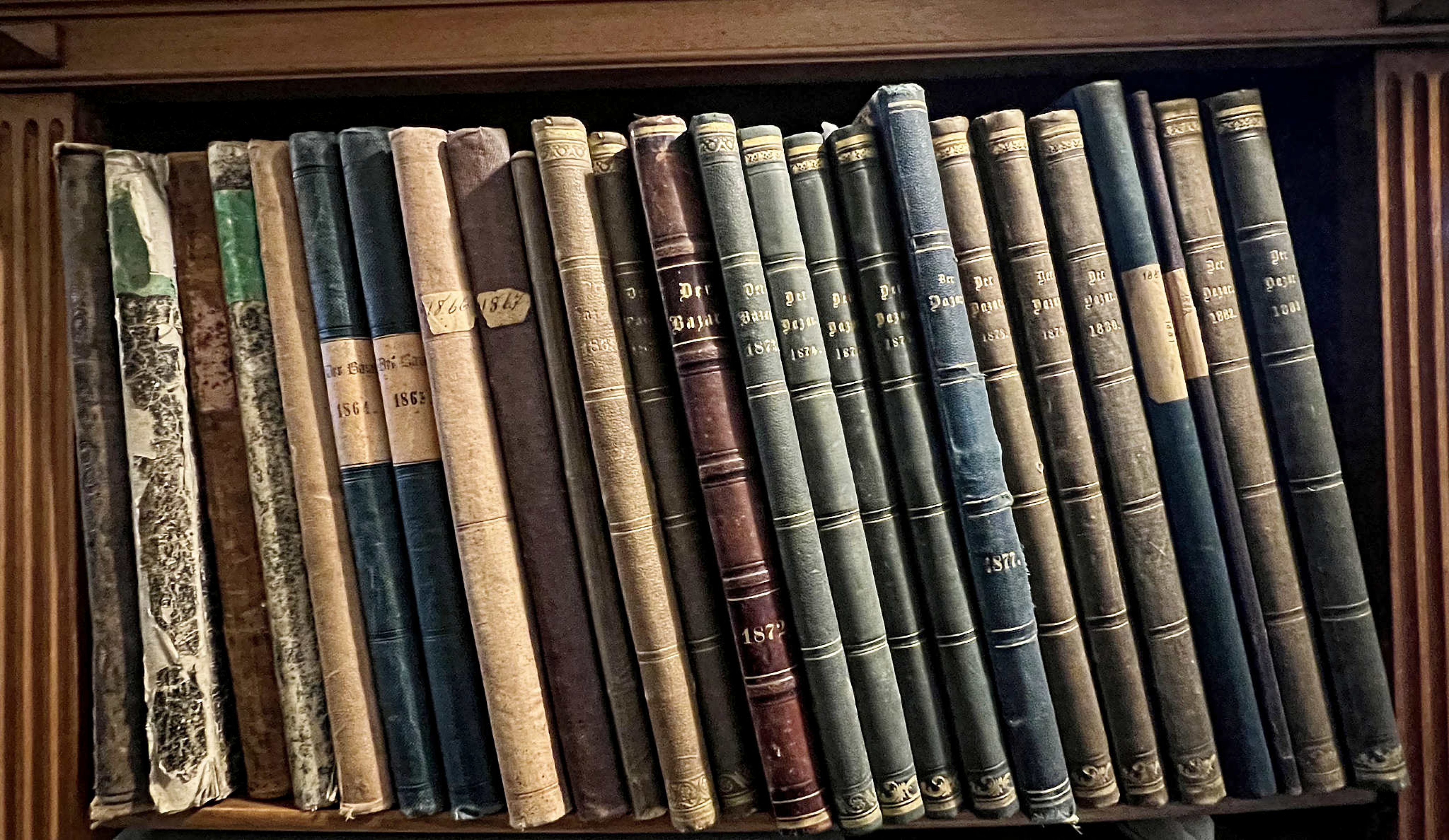
Zeitschriften
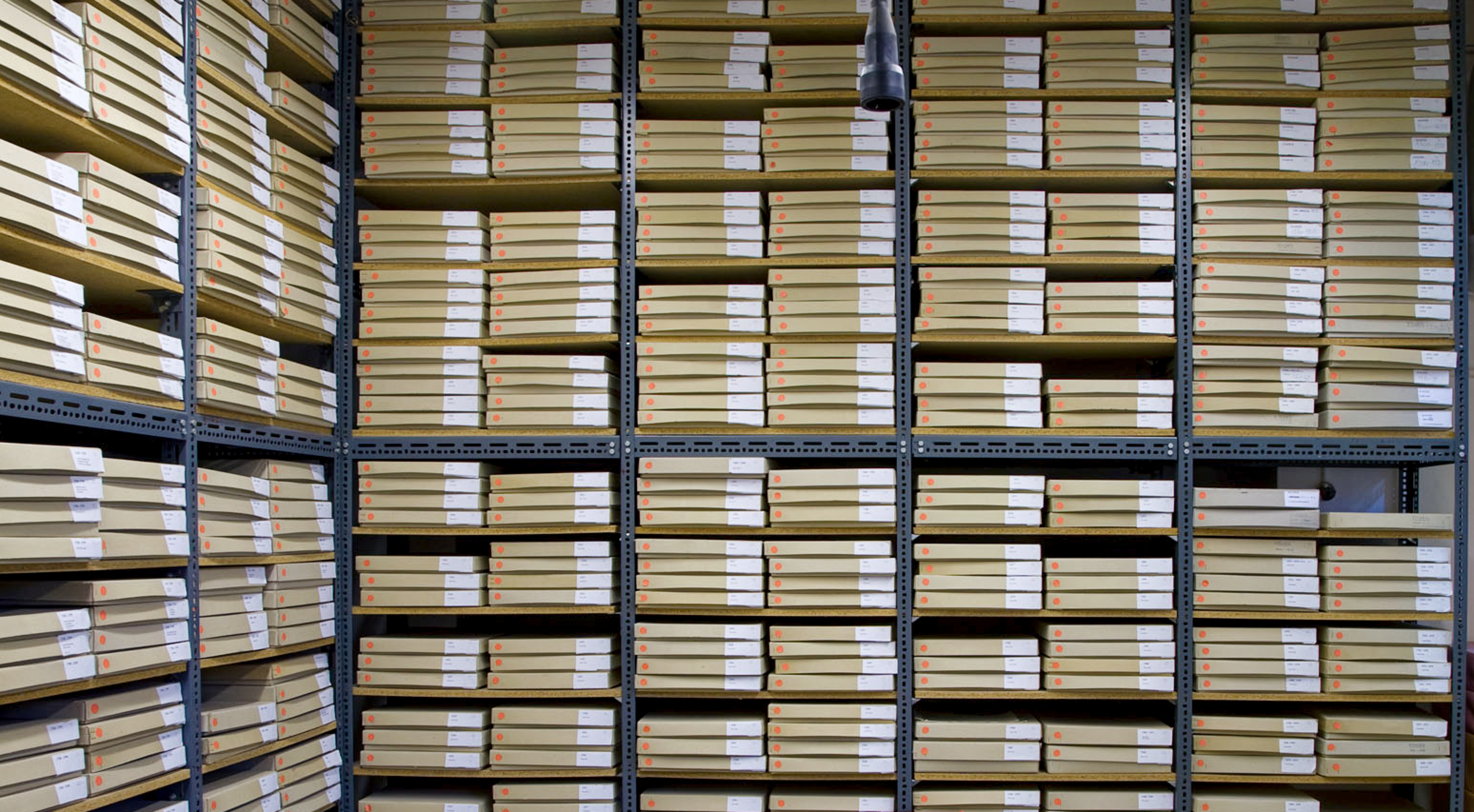
Dokumentation

Seit dem Tod von Hermine von Parish im Jahr 1998 wird der Bestand in bescheidenerem Maße durch Ankäufe und Schenkungen fortlaufend aktualisiert und systematisch ergänzt.
Überdies verwahrt die Kostümbibliothek ein umfangreiches Familienarchiv, das sich über den Zeitraum 1830 bis 1998 erstreckt. Dazu zählt auch der künstlerische und persönliche Nachlass des Malers Emanuel Spitzer, Großvater von Hermine von Parish mütterlicherseits.

### Bücher und Zeitschriften
Der Buchbestand umfasst 10.000 Bücher aus fünf Jahrhunderten. Ein Teil davon sind rare Modepublikationen vom 16. bis mittleren 19. Jahrhundert. Die Zeitschriftensammlung umspannt 2.000 Bände und 41.000 Einzelhefte. Es gibt 1.500 verschiedene Zeitschriftentitel aus 32 Ländern, davon stammen 186 aus der Zeit vor 1900. Damit besitzt die Von Parish Kostümbibliothek eine der weltweit umfangreichsten und vollständigsten Bestände an frühen Modezeitschriften. Dreißig internationale Modejournale sind fortlaufend abonniert.

Journale und Zeitschriften
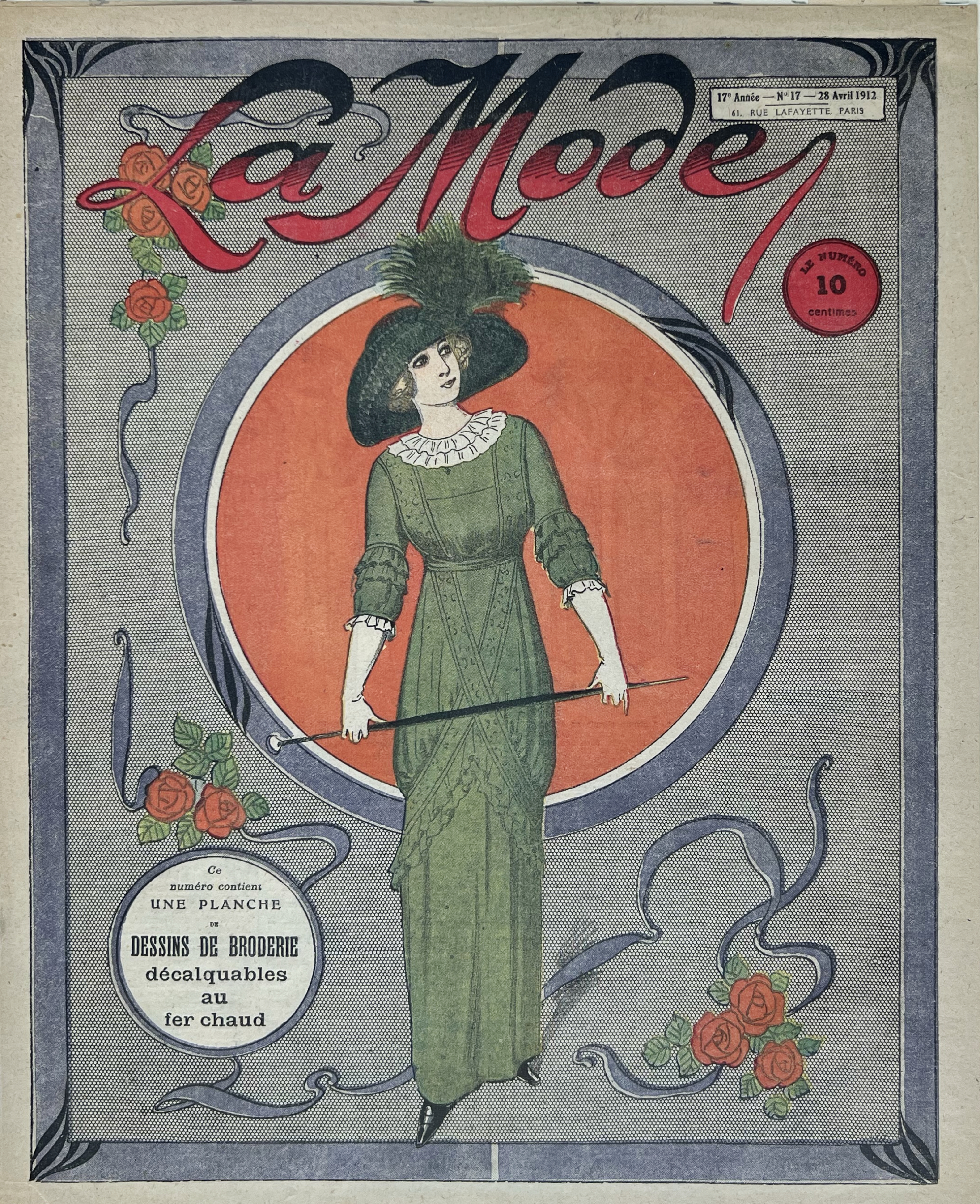
La Mode, Paris 1912
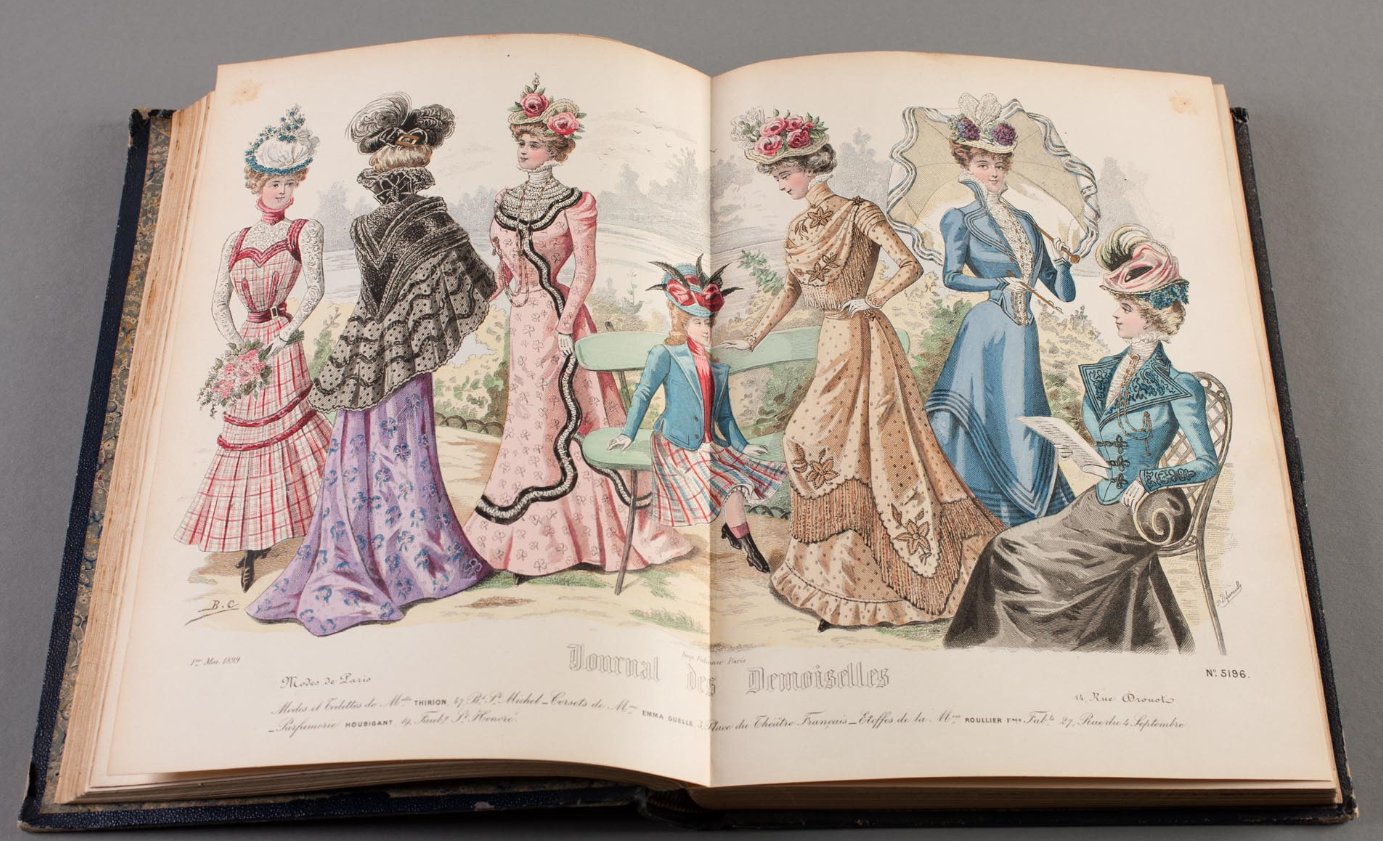
Journal des Desmoiselles, 1899
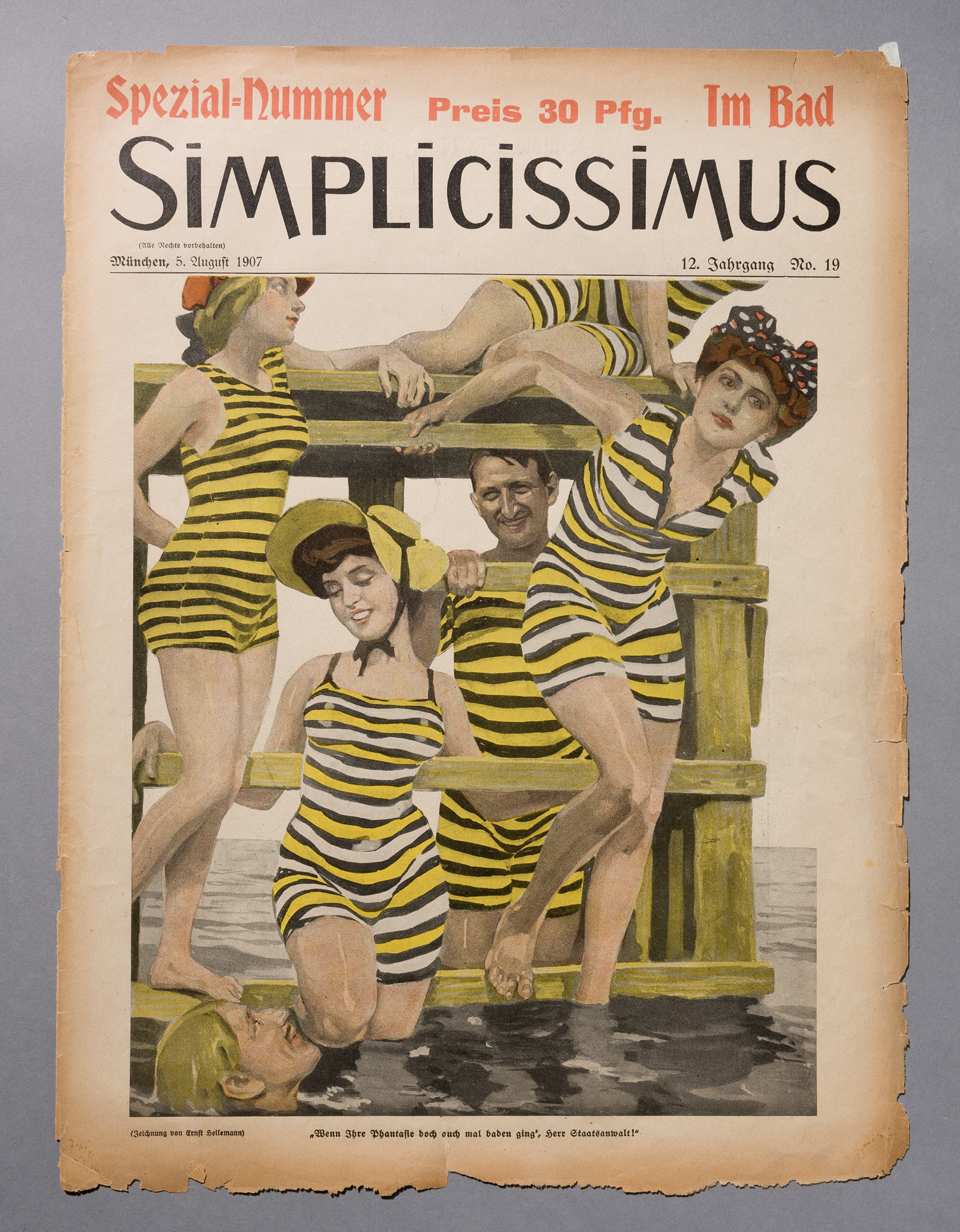
Bademoden, 1907

### Grafiken und Zeichnungen
Der Sammlungsbereich Grafik und Zeichnungen zählt rund 43.000 Blätter. Den Hauptteil bildet die Kategorie „Historie“, beginnend mit Darstellungen aus der Schedelschen Weltchronik von 1493. Der Schwerpunkt liegt bei den Modekupfern des 19. Jahrhunderts. Neben Einzeldrucken und Mappenwerken ist das gesamte Spektrum der Modezeichnung vertreten: von ersten Ideenskizzen über Entwurfszeichnungen bis zu detaillierten Darstellungen für den Fertigungsprozess oder Vorlagen für den Druck sowie Laufstegskizzen von Modenschauen.

Grafiken und Zeichnungen
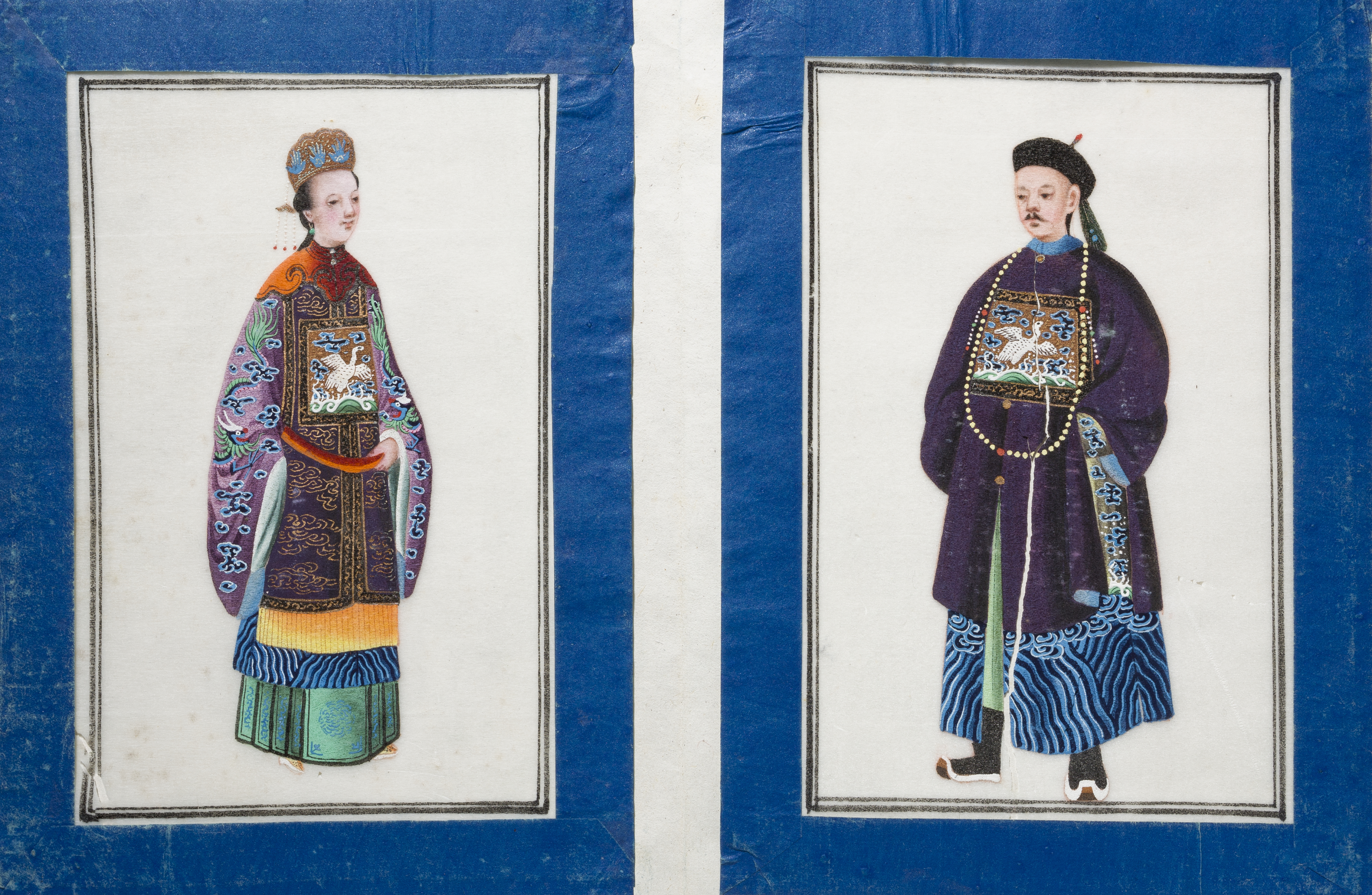
Leporello, 1860
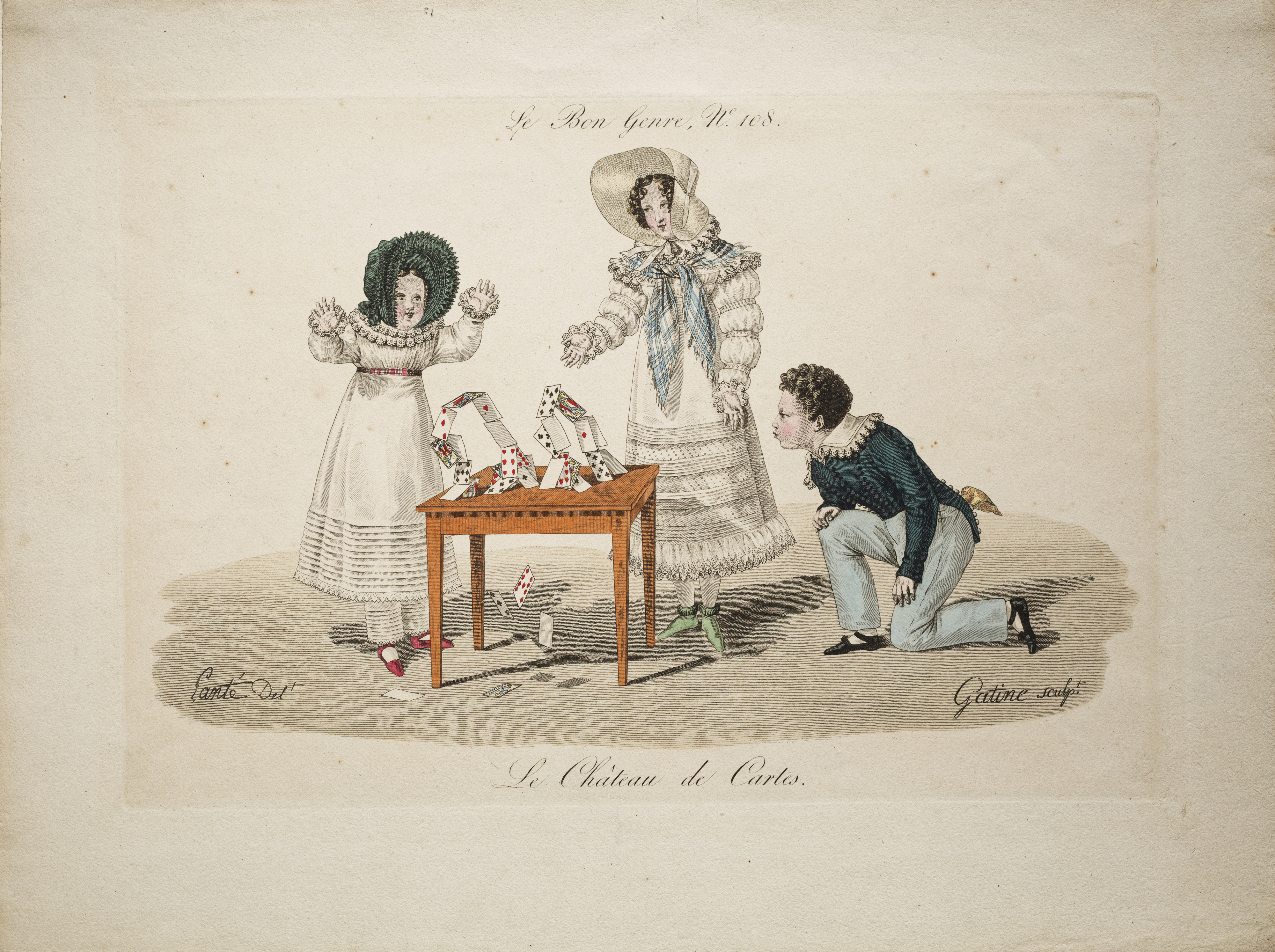
Das Kartenhaus, 1818
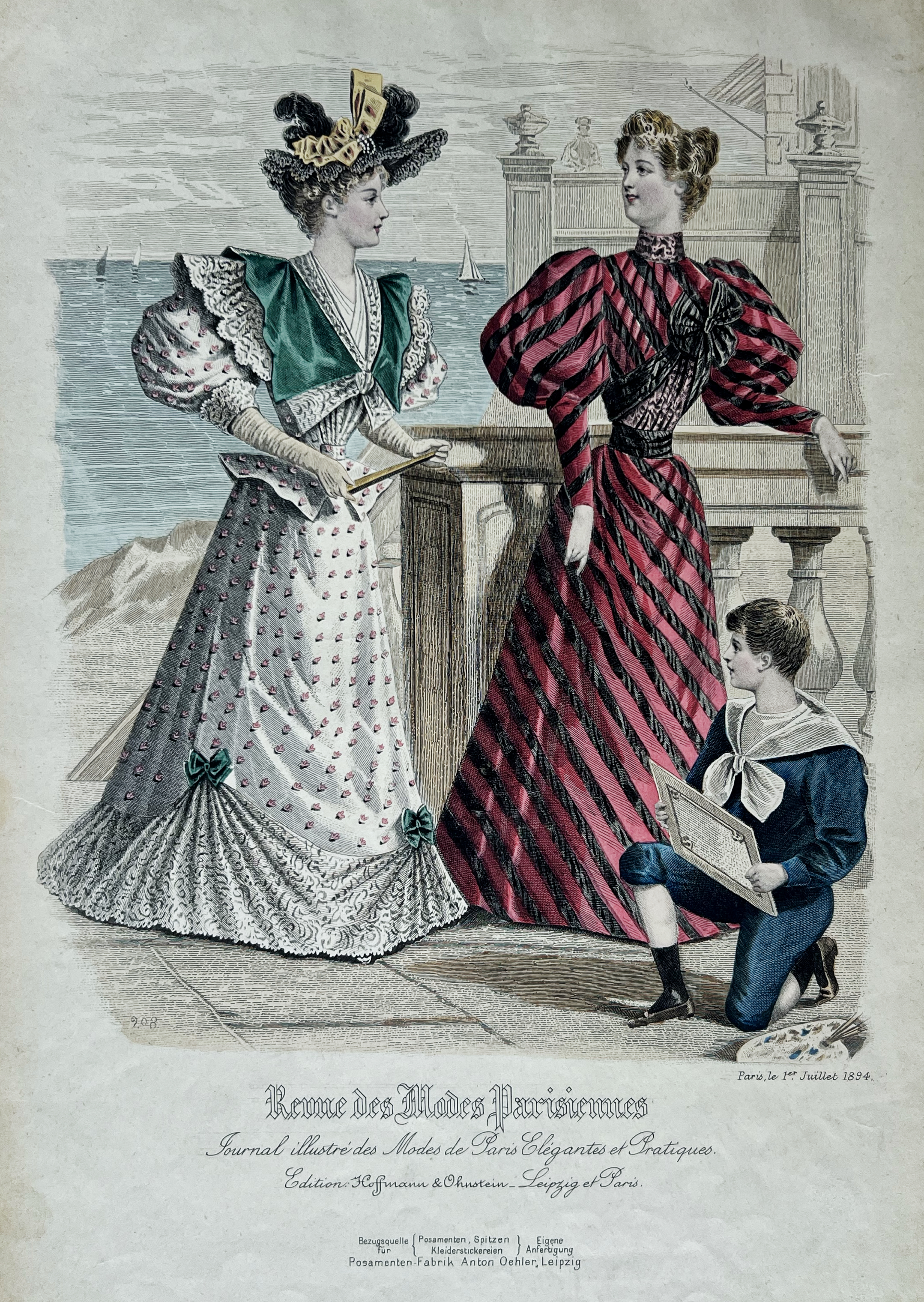
Pariser Mode, 1894

### Fotosammlung
Die Fotosammlung beinhaltet rund 32.000 Einzelaufnahmen und über 100 Alben. Fotografien wurden von Anfang an gleichberechtigt neben der Grafik gesammelt, weshalb eine beachtliche Anzahl aus der Frühzeit des Mediums stammt. Neben Fotografien aus den Bereichen Laufsteg, Werbung oder Modedesign gibt es Porträt- und Atelieraufnahmen von bekannten und unbekannten Personen oder Film- und Bühnenszenen. Einen großen Teil machen Amateuraufnahmen aus, die den Alltag der Mode zeigen.

Aus der Fotosammlung
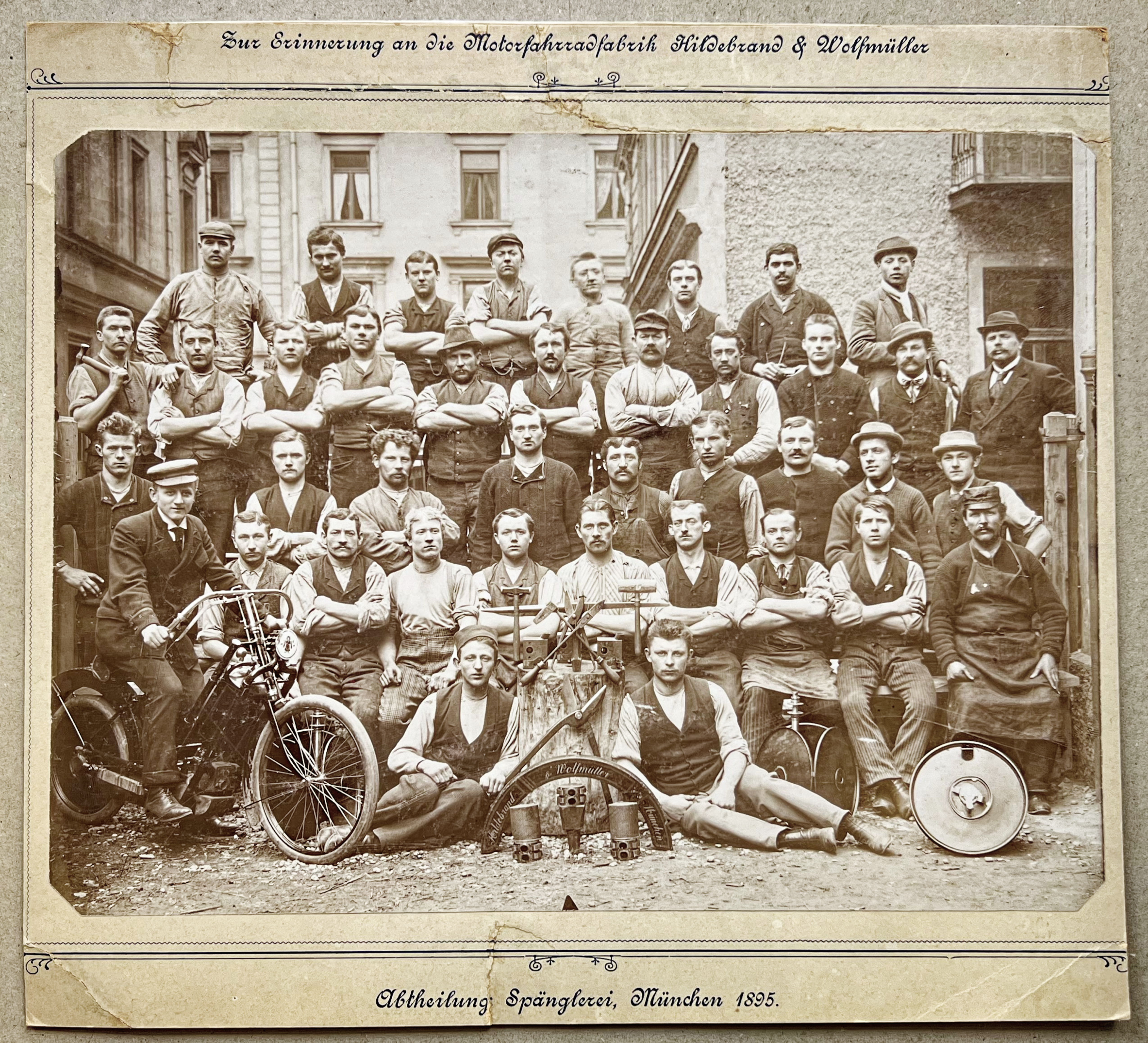
München, 1895
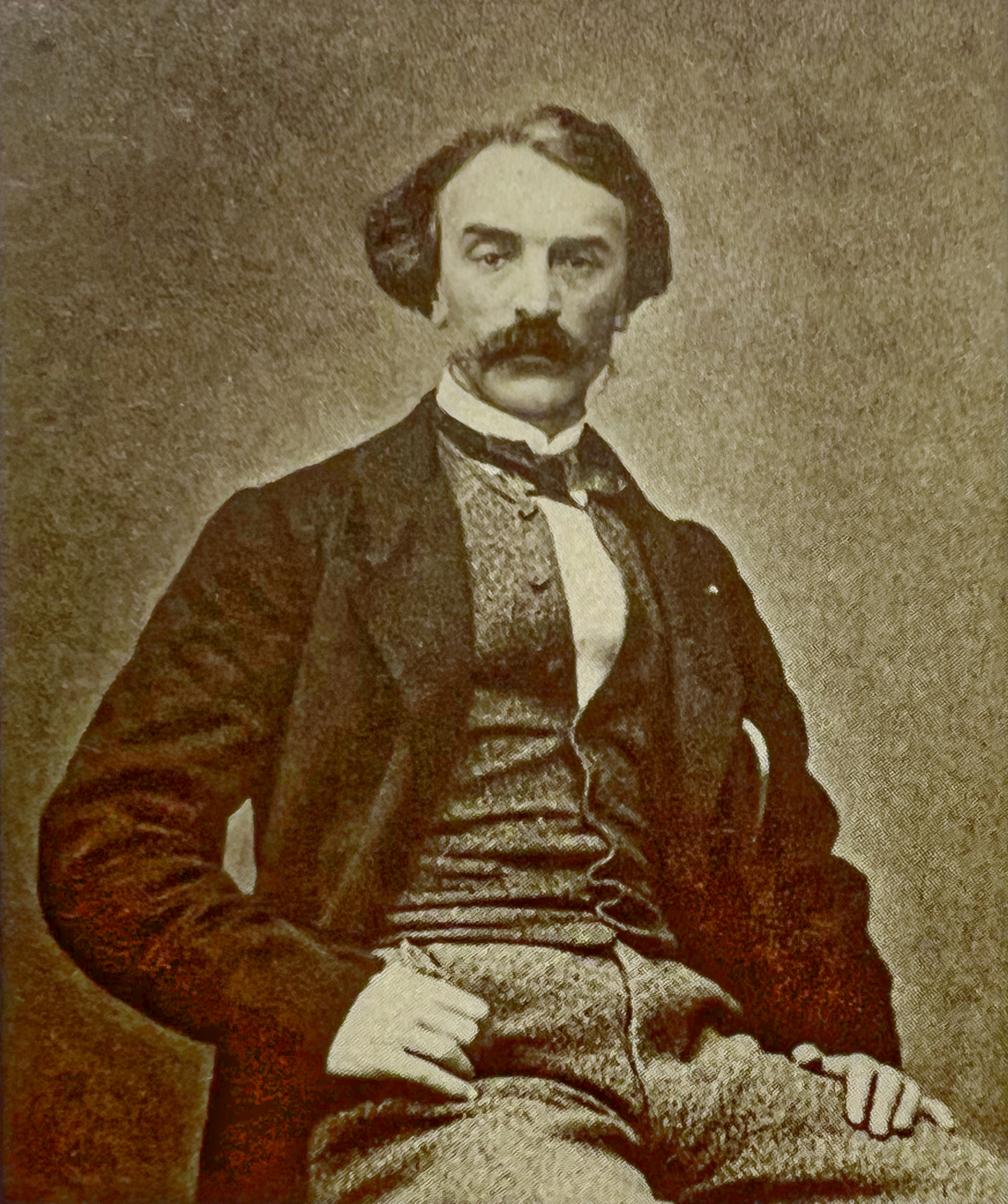
Jean-Léon Gérôme, 1867
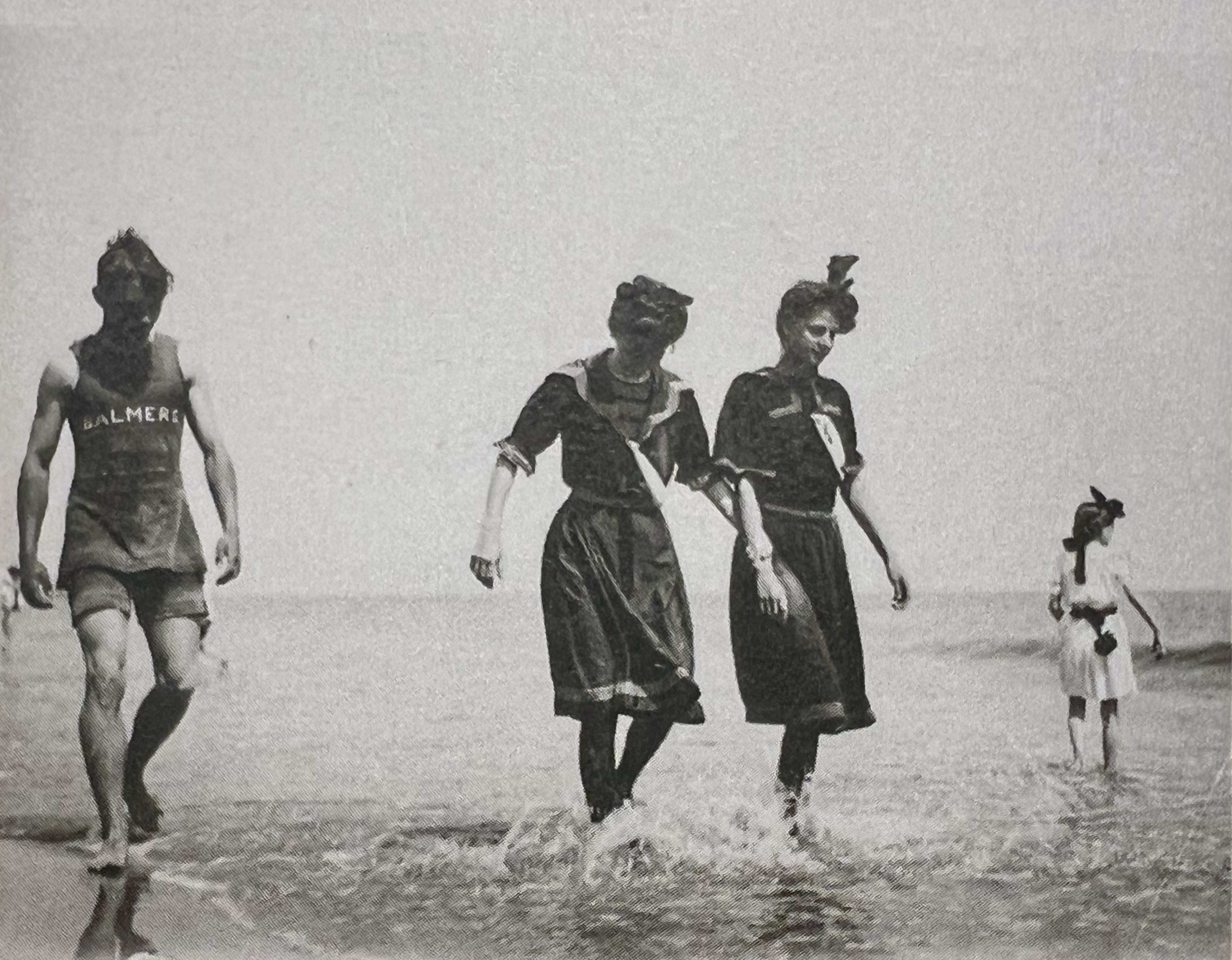
Leute am Strand, 1904
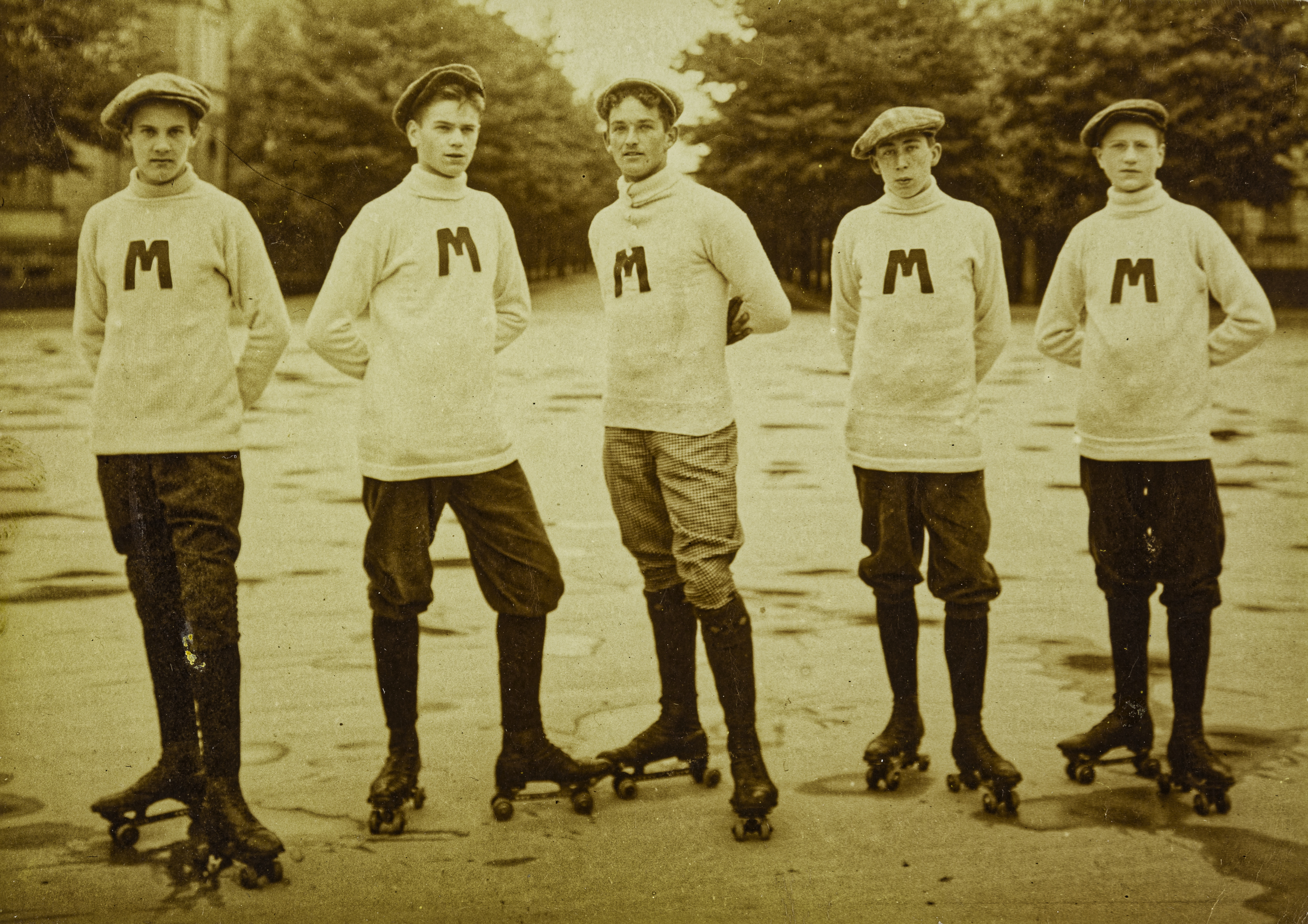
Rollschuh-Marathon, München 1906

### Dokumentation
In der Dokumentation werden in chronologischer und systematischer Ordnung rund 1,5 Mio. Einheiten aufbewahrt. Das dokumentarische Material, das als sogen. „graue“ oder ephemere Literatur bezeichnet wird, umfasst Einzelabbildungen, Zeitungsartikel, Bildpostkarten, Kaufhaus- und Versandkataloge, Firmenprospekte, Einladungskarten für Modenschauen, Schnittmuster u. a. m. Zusammen mit der 1899 öffentlich zugänglich gemachten Lipperheideschen Kostümbibliothek in Berlin zählt die Von Parish Kostümbibliothek damit zu den weltweit größten Spezialbibliotheken zur Kostümgeschichte.

Blick in die Dokumentation
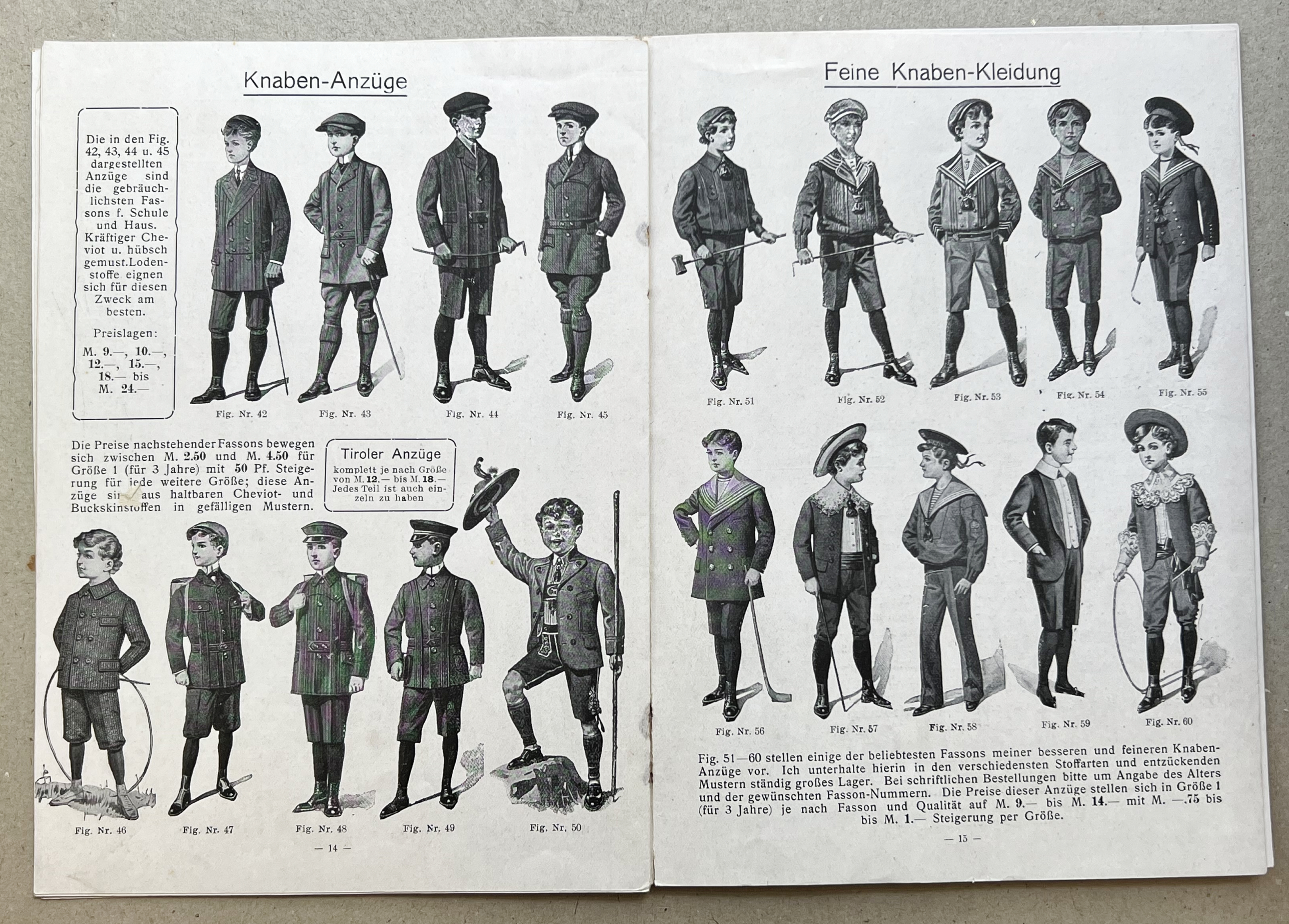
Knabengewand
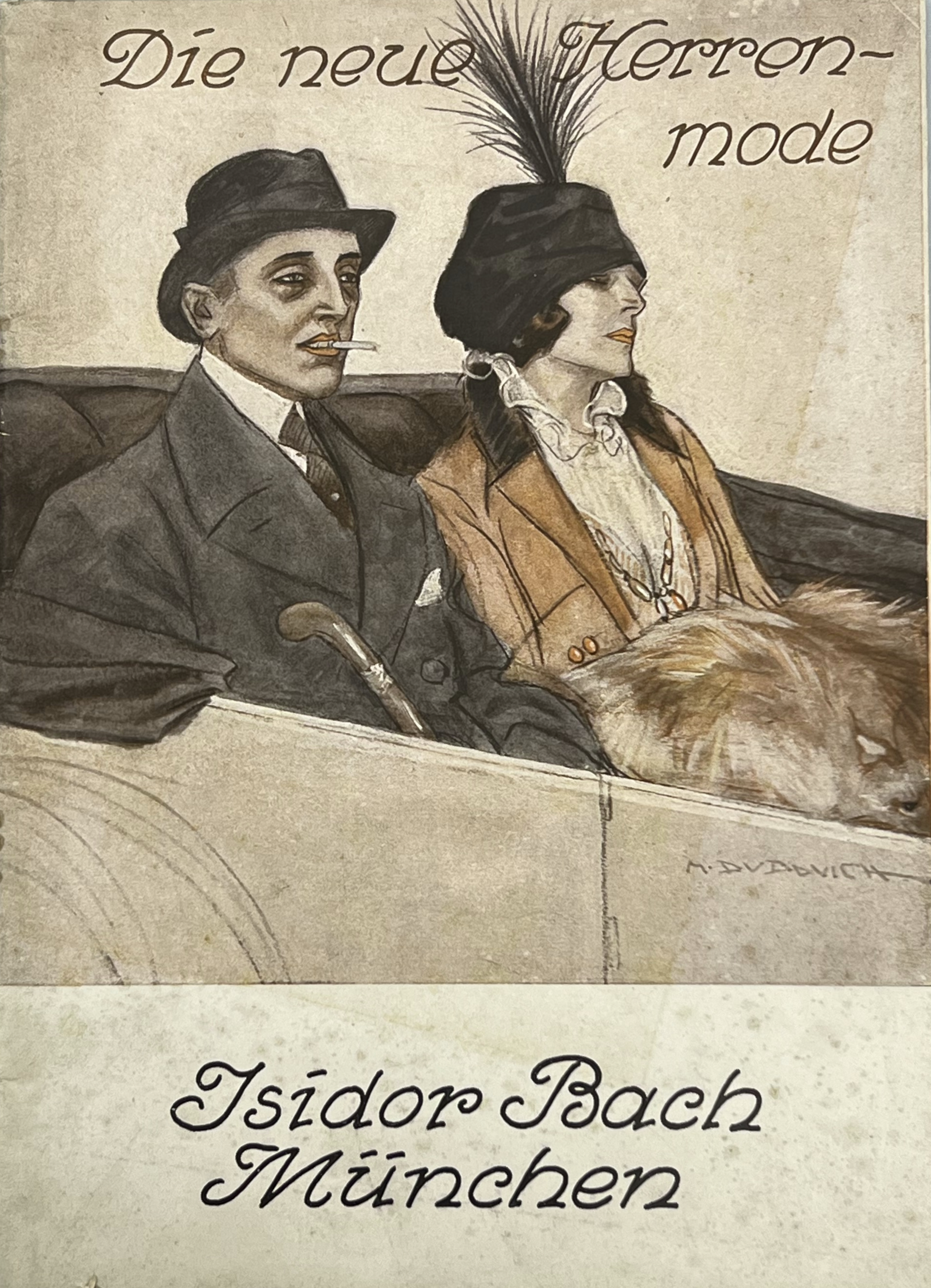
Katalog 1914

## Besuche und Recherchen
Das historistische Wohnambiente der Familie von Parish im Erdgeschoss mit Diele, Salon, Familienbibliothek und Speisezimmer wird alle 14 Tage im Rahmen von Öffentlichen Führungen nach Voranmeldung zugänglich gemacht.
Alljährlich beteiligt sich die Von Parish Kostümbibliothek auch am „Tag der Archive“ und am „Tag des Offenen Denkmals“.
Der Sammlungsbestand ist nach Voranmeldung im Rahmen von wissenschaftlichen und fachlichen Recherchen konsultierbar. Je nach Aufwand wird ein Entgelt erhoben. Die Von Parish Kostümbibliothek ist eine Präsenzbibliothek; Ausleihen und Fernleihen sind nicht möglich.

## Ausstellungen
- 1974: „Kostüme – erdacht und getragen“, Münchner Stadtmuseum, 25. Januar – 3. März 1974
- 1976: „Allongeperücke und Schleppenkleid 1670 bis 1730. Kostüme aus der Zeit des Max Emanuel“, Münchner Stadtmuseum, 5. August – 3. Oktober 1976
- 1989: „Die Bekleidung ist ein Ausdruck des Zeitgeistes. Seltene Bilder und Bücher des v. Parish-Kostümforschungsinstituts“, München, Institut Français, 5. Juni – 27. Juli 1989
- 1992: „Der Laufsteg kam zuletzt. Modedarstellungen aus 5 Jahrhunderten“, München, Modehaus Maendler, 9. April – 4. Mai 1992 (organisiert von der Von Parish Gesellschaft)
- 2000: „Kostümbücher, Spottschriften, Modebreviere.“ Ausstellung anlässlich des 30-jährigen Bestehens der Von-Parish-Kostümbibliothek, München, Von Parish Kostümbibliothek, 11. April – 5. Mai 2000
- 2007: „Hermine von Parish – zum 100. Geburtstag,“ Musikinstrumentenmuseum im Münchner Stadtmuseum, 18. April – 29. April 2007

## Auszeichnung
Für ihre Verdienste erhielt Hermine von Parish 1980 die Medaille „München leuchtet“ in Gold und posthum 2007 für ihr Lebenswerk den „Preis zur Bewahrung Europäischen Kulturerbes“. 2018 ehrte sie die Stadt München mit der Benennung der Hermine-von-Parish-Straße in Pasing-Obermenzing.